# Ascorhynchus fragilis
Ascorhynchus fragilis är en havsspindelart som beskrevs av Stock, J.H. 1991. Ascorhynchus fragilis ingår i släktet Ascorhynchus och familjen Ammotheidae. Inga underarter finns listade i Catalogue of Life.